# Deutsche Eishockey Liga
Deutsche Eishockey Liga (w skrócie DEL, pol. Niemiecka Hokejowa Liga) – najwyższa klasa rozgrywkowa niemieckiego hokeja na lodzie. Poprzedniczką DEL była Bundesliga. Rozgrywki należą do międzynarodowego stowarzyszenia Hockey Europe.

## Historia

### Początki ligi
Niemiecka liga hokeja na lodzie powstała w 1912 r., działając pod nazwą Oberliga. Z czasem nazwa została zmieniona na Bundesligę. Do 1990 w Bundeslidze grały tylko drużyny z RFN. W 1991 do rozgrywek dołączyła NRD. Od pewnego czasu Bundesliga zaczęła przeżywać kryzys: brak kibiców na stadionach oraz zadłużanie się większości klubów z brakiem perspektyw na polepszenie sytuacji. Postanowiono zmienić formułę.

### Pierwszy sezon 1994/95
Od sezonu 1994/1995 w rozgrywkach pod nową nazwą Deutsche Eishockey Liga (DEL) zagrało w sumie 18 najlepiej prosferujących zespołów dotychczasowej pierwszej ligi (12 klubów) i drugiej (6 klubów) z poprzedniego sezonu.
- Augsburger EV (obecnie Augsburger Panther)
- Eisbären Berlin
- BSC Berlin
- Düsseldorfer EG
- Frankfurt Lions
- EC Hannover (obecnie KEV Hannover Indians)
- Kassel Huskies
- Kaufbeurer Adler (dziś ESV Kaufbeuren)
- Kölner Haie
- Krefelder EV (obecnie Krefeld Pinguine)
- EV Landshut (obecnie Landshut Cannibals)
- Adler Mannheim
- Maddogs München (obecnie Krefeld Pinguine)
- EHC 80 Nürnberg (obecnie Nürnberg Ice Tigers)
- EC Ratingen „Die Löwen” (obecnie Revierlöwen Oberhausen)
- Starbulls Rosenheim
- ESG Füchse Sachsen Weißwasser/Chemnitz (obecnie Lausitzer Füchse)
- Schwenninger ERC 04 „SERC Wild Wings” (obecnie Schwenninger Wild Wings)

Liga wzorowała się na najsilniejszej lidze świata: NHL m.in. przekształcając kluby w spółki akcyjne. W pierwszej fazie nowych rozgrywek drużyny rywalizowały systemem „każdy z każdym”, następnie dzieliły się na grupy regionalne. Łącznie każda drużyna rozgrywała 44 mecze. Do fazy play-off awansowało 16 najlepszych drużyn. Dwie ostatnie drużyny spadały do 2 ligi. Ogłoszenie upadłości klubu wiązało się ze spadkiem w tabeli na ostatnie miejsce. Tak było w grudniu 1994, gdy klub Maddogs München ogłosił upadłość. W tym sezonie do 1/16 nie awansowała jeszcze drużyna Eisbären Berlin. Fazę 1/16 finału rozgrywano w parach do czterech zwycięstw, z kolei ćwierćfinał, półfinał i finał w systemie do trzech zwycięstw. Mistrzowski tytuł zdobyła drużyna Kölner Haie.

### Kolejne edycje ligi
W kolejnych sezonach zmniejszono liczbę klubów (do 14) oraz liczbę klubów spadających z ligi do 1. Przekształcenie w ligę zawodową nie do końca rozwiązało problemów finansowych wszystkich klubów. Wiele z nich było degradowanych do 2 ligi, gdzie ich sytuacja stawała się coraz gorsza. Licencję na grę w DEL cofano również z powodu niespełniania standardów lodowiska (spotkało to Grizzly Adams Wolfsburg). W sezonie 2006/07 DEL przekształciła się w tzw. „ligę zamkniętą” – co oznacza, że żaden klub nie może być zdegradowany do niższej ligi. Ma to na celu ustabilizowanie sytuacji finansowej klubów. Drużynom 2. ligi pozostawiono szansę na grę w DEL w postaci dwóch wolnych miejsc dla tych klubów, które będą w stanie spełnić przedstawione przez ligę wymagania.
W sezonie 2009/10 uczestniczyły nieparzysta liczba 15 drużyn. Po zakończeniu sezonu odebrano licencję klubowi Frankfurt Lions. Przyjęto natomiast mistrza II Bundesligi, EHC Monachium. Z rozgrywek wykluczono natomiast klub Kassel Huskies z powodu ogłoszenia jego upadłości. Tym samym liga liczy obecnie 14 drużyn.
W kwietniu 2011 roku Sportowy Sąd Arbitrażowy w Lozannie (Szwajcaria) rozstrzygnął spór prawny między niemieckimi ligami hokejowymi. Po jego decyzji DEL stała się ligą zamkniętą. W myśl orzeczenia najlepsza drużyna 2. Bundesligi mogła przystąpić do DEL tylko wtedy, gdy opuści ją jeden z klubów. Tym samym skład uczestników DEL został zamknięty.
Do końca sezonu DEL (2012/2013) w lidze grała drużyna Hannover Scorpions, która następnie z powodów finansowych wycofała się z ligi. Jej licencję na występy w DEL postanowił przejąć klub Schwenninger Wild Wings. Na przenosiny klubu z Hannoveru do Schwenningen wyraziły zgodę kluby DEL. Od 2013 zapleczem DEL są rozgrywki pod nazwą DEL2, które zastąpiły 2. Bundesligę.
W sezonie 2013/2014 mistrzostwo zdobyła drużyna ERC Ingolstadt, która w fazie play-off przystąpiła z 9. miejsca po sezonie zasadniczym i rozegrała 21 meczów prowadzących do mistrzostwa.
Po sezonie 2015/2016 władze klubu Hamburg Freezers wycofały zespół z ligi. W 2016 wolną licencję wykupił klub Fischtown Pinguins Bremerhaven.
Decyzją z 10 marca 2020 sezon DEL (2019/2020) z powodu epidemii koronawirusa został zakończony przedwcześnie i nie został wyłoniony mistrz Niemiec w tej edycji. Przed edycją DEL (2021/2022) do rozgrywek przyjęto aktualnego mistrza DEL2, Bietigheim Steelers.

## Transmisje TV
Przez wiele lat mecze DEL były transmitowane przez kodowaną stację Premiere, a następnie do 2012 przez stację następczą, Sky Deutschland. Od sezonu 2012/2013 rozgrywki DEL będzie pokazywać niekodowany kanał Servus TV.

## Edycje
| Rok  | Zwycięzca                                     | Finalista                                     | Sezon zasadniczy        |
| ---- | --------------------------------------------- | --------------------------------------------- | ----------------------- |
| 1995 | Kölner Haie                                   | EV Landshut                                   | BSC Preussen Berlin     |
| 1996 | Düsseldorfer EG                               | Kölner Haie                                   | Kölner Haie             |
| 1997 | Adler Mannheim                                | Kassel Huskies                                | Adler Mannheim          |
| 1998 | Adler Mannheim                                | Eisbären Berlin                               | Eisbären Berlin         |
| 1999 | Adler Mannheim                                | Nürnberg Ice Tigers                           | Nürnberg Ice Tigers     |
| 2000 | München Barons                                | Kölner Haie                                   | Kölner Haie             |
| 2001 | Adler Mannheim                                | München Barons                                | Adler Mannheim          |
| 2002 | Kölner Haie                                   | Adler Mannheim                                | München Barons          |
| 2003 | Krefeld Pinguine                              | Kölner Haie                                   | Eisbären Berlin         |
| 2004 | Frankfurt Lions                               | Eisbären Berlin                               | Eisbären Berlin         |
| 2005 | Eisbären Berlin                               | Adler Mannheim                                | Frankfurt Lions         |
| 2006 | Eisbären Berlin                               | DEG Metro Stars                               | Eisbären Berlin         |
| 2007 | Adler Mannheim                                | Nürnberg Ice Tigers                           | Adler Mannheim          |
| 2008 | Eisbären Berlin                               | Kölner Haie                                   | Sinupret Ice Tigers     |
| 2009 | Eisbären Berlin                               | DEG Metro Stars                               | Eisbären Berlin         |
| 2010 | Hannover Scorpions                            | Augsburger Panther                            | Eisbären Berlin         |
| 2011 | Eisbären Berlin                               | Grizzly Adams Wolfsburg                       | Grizzly Adams Wolfsburg |
| 2012 | Eisbären Berlin                               | Adler Mannheim                                | Eisbären Berlin         |
| 2013 | Eisbären Berlin                               | Kölner Haie                                   | Adler Mannheim          |
| 2014 | ERC Ingolstadt                                | Kölner Haie                                   | Hamburg Freezers        |
| 2015 | Adler Mannheim                                | ERC Ingolstadt                                | Adler Mannheim          |
| 2016 | EHC Red Bull Monachium                        | Grizzlys Wolfsburg                            | EHC Red Bull Monachium  |
| 2017 | EHC Red Bull Monachium                        | Grizzlys Wolfsburg                            | EHC Red Bull Monachium  |
| 2018 | EHC Red Bull Monachium                        | Eisbären Berlin                               | EHC Red Bull Monachium  |
| 2019 | Adler Mannheim                                | EHC Red Bull Monachium                        | Adler Mannheim          |
| 2020 | Sezon niedokończony wskutek pandemii COVID-19 | Sezon niedokończony wskutek pandemii COVID-19 | EHC Red Bull Monachium  |
| 2021 | Eisbären Berlin                               | Grizzlys Wolfsburg                            | Adler Mannheim          |
| 2022 | Eisbären Berlin                               | EHC Red Bull Monachium                        | Eisbären Berlin         |
| 2023 | EHC Red Bull Monachium                        | ERC Ingolstadt                                | EHC Red Bull Monachium  |
| 2024 | Eisbären Berlin                               | Fischtown Pinguins                            | Fischtown Pinguins      |
| 2025 | Eisbären Berlin                               | Kölner Haie                                   | ERC Ingolstadt          |